# Euploea hollandi
Euploea hollandi är en fjärilsart som beskrevs av Hans Fruhstorfer 1865. Euploea hollandi ingår i släktet Euploea och familjen praktfjärilar. Inga underarter finns listade i Catalogue of Life.